# Scarabaeus hippocrates
Scarabaeus hippocrates là một loài bọ cánh cứng trong họ Bọ hung (Scarabaeidae).